# Zita Jesus-Leito
Zita Altagracia Maria Jesus-Leito (27 april 1957) is een Curaçaos politicus. Sinds 2 juni 2017 is zij Minister van Verkeer, Vervoer en Ruimtelijke Planning in het Kabinet-Rhuggenaath. Daarvoor was zij van december 2016 tot maart 2017 Minister van Gezondheid, Milieu en Natuur in het Kabinet-Koeiman.
Jesus-Leito volgde de HAVO aan het Maria Immaculata Lyceum. In 1980 behaalde zij haar bachelor bedrijfskunde aan de Universiteit van de Nederlandse Antillen en volgde daarna een MBA aan de Florida International University. Al voor haar studeren werkte ze bij Setel, het toenmalige telefoniebedrijf op Curaçao. Na terugkomst uit de Verenigde Staten ging ze weer bij Setel werken. De laatste jaren was ze verantwoordelijk voor de financiën. In 1990 stapte ze over naar de financiële dienstverlening. Van 1990 tot 1998 werkte ze bij Ennia, waar ze verantwoordelijk was voor de afdeling levensverzekeringen. Tussen 1998 en 2004 was ze Assistent Managing Director bij Maduro & Curiel's Bank N.V. 
Na 2004 stapte ze als lid van de Partido Antiá Restrukturá (PAR) over naar de politiek en het bestuur. Driemaal (juni 2004 - juli 2005, juni 2006 - december 2006 en juli 2007 - oktober 2010) was zij Gedeputeerde van Algemeen Beheer en Constitutionele Zaken van het Eilandgebied Curaçao. In de tussenliggende periodes was ze respectievelijk beleidsadviseur van de Minister van Justitie en lid van de Staten van de Nederlandse Antillen.
Na de Eilandsraadverkiezingen van 2010 werd Jesus-Leito lid van de eilandsraad van Curaçao. Door de nieuwe status van Curaçao binnen het Koninkrijk  op 10 oktober 2010 werd ze daarna lid van de Staten van Curaçao. Bij de verkiezingen van 2012 werd ze herkozen als Statenlid. Vanaf januari 2014 werd zij fractievoorzitter van de partij PAR in de Staten van Curaçao. 
Binnen de PAR heeft Jesus-Leito verschillende bestuursfuncties bekleed waaronder meermalen die van voorzitter. Op 14 januari 2014 werd Zita Jesus-Leito gekozen tot partijleider nadat ex-premier Daniel Hodge kort na zijn verkiezing alsnog terugtrad. Deze functie legde zij in februari 2017 neer.  Na de val van het kabinet-Whiteman I keerde PAR terug in de nieuwe regering. In het Kabinet-Koeiman trad Jesus-Leito voor het eerst aan als minister van Gezondheid, Milieu en Natuur, echter de coalitie MAN-PAR-PNP-PS was van korte duur.   